# Padfield
Padfield är en by i unparished area Glossop, i distriktet High Peak, i grevskapet Derbyshire, i England. Byn är belägen 23 km från Buxton. Byn hade 753 invånare år 2021. Byn nämndes i Domedagsboken (Domesday Book) år 1086, och kallades då Padefeld.